# Anne Jules de Noailles
Anne-Jules de Noailles, duc de Noailles (París, 5 de febrer de 1650 - Palau de Versalles, 2 d'octubre de 1708) fou un militar i home d'estat del Regne de França. Anne Jules, comte d'Ayen i segon duc de Noailles a partir de 1678, va ser Mariscal de França i un dels generals més importants del regnat de Lluís el Rei Sol.
Va iniciar la seva carrera militant com a capità de la guàrdia personal del seu pare. El 1665 va ser nomenat general de brigada de la primera companyia del Cos de Guàrdia de les tropes reials que Lluís XIV havia enviat per ajudar els holandesos contra el bisbe de Münster i la Lliga del Rin. Va participar en la conquesta del Franc Comtat durant la Guerra d'Holanda de 1672. Va esdevenir un militar de confiança del Rei que el 1677 el nomenà Mariscal de Camp i el juliol de 1684 assolí el grau de Tinent General.
Després de la mort del seu pare, el 1678 va ser governador del Rosselló, que havia passat a mans franceses en virtut del Tractat dels Pirineus uns anys abans, i més tard ho va ser de tot el Llenguadoc. Des d'aquesta posició, a la Catalunya Nord, va tenir un paper destacat durant la Guerra dels Nou Anys. Va ocupar la població de Camprodon, que fou recuperat poc més tard per Carlos de Gurrea Aragón y de Borja, i el 1690, Sant Joan de les Abadesses, Ribes de Freser i Ripoll, i el 1691, La Seu d'Urgell, i va fortificar Bellver de Cerdanya. El 1694 va guanyar la batalla del Ter i va continuar l'ocupació de diverses poblacions catalanes com Roses, Palamós, Girona, Hostalric i Castellfollit de la Roca, fins que el 9 de juliol de 1694 va prendre possessió a la ciutat de Girona del càrrec de Virrei de Catalunya.
El 1700, va acompanyar Felip d'Anjou a Madrid per la seva presa de possessió del tron d'Espanya.

## Família
Era fill del primer duc de Noailles Anne de Noailles (1613 - 1678) i de Lluïsa Boyer de Sainte-Geneviève-des-Bois (1632 - 1679).
El 13 d'agost de 1671 es va casar amb Marie Françoise de Bournonville (1656 - 1748), filla del duc Ambròs Francesc de Bournonville (1619 - 1693) i de Lucrècia Francesca de la Vieuville (1632 - 1678). El matrimoni va tenir 20 fills: 
1. Maria Cristina de Noailles (1672-1748), casada amb el mariscal de França Antoni V de Gramont (1671-1725).
2. Un fill nascut mort el 1673
3. Un fill nascut mort el 1674
4. Lluís Maria de Noailles (1675)
5. Lluís Pau de Noailles (1676), comte d'Ayen
6. Maria Carlota de Noailles (1677-1723), casada amb el marquès de Coëtquen.
7. Adrià Maurici de Noailles (1678-1766), tercer duc de Noailles, casat amb Francesca Carlota d'Aubigné.
8. Anna Lluïsa de Noailles (1679)
9. Un fill nascut el 1680 i mort el 1684.
10. Joan Anne de Noailles (1681)
11. Júlia Francesca de Noailles (1682)
12. Llúcia Felicitat de Noailles (1683), casada amb Victor-Marie d'Estrées (1660-1737).
13. Maria Teresa de Noailles (1684), casada amb Carles Francesc de la Baume Le Blanc, duc de La Vallière.
14. Emmanuel Jules de Noailles (1686-1702), comte de Noailles.
15. Maria Francesca de Noailles (1687) casada amb Emmanuel de Beaumanoir, marquès de Lavardin.
16. Maria Victòria de Noailles (1688-1766), casada primer amb Lluís de Pardaillan, marquès de Gondrin (1689-1712, i després amb Lluís Alexandre de Borbó, comte de Tolosa (1678-1737),
17. Maria Emília de Noailles (1689-1723) casada amb Emmanuel Rousselet, marquès de Châteauregnaud.
18. Jules Adrià de Noailles (1690-1710), comte de Noailles.
19. Maria Urànie de Noailles (1691)
20. Anna Lluïsa de Noailles (1695-1773) casada amb Francesc Le Tellier, marquès de Louvois.

L'any 1686 va contractar Thomas Fantet de Lagny perquè fes d'educador de tan extensa prole.